# Máša a medvěd
Máša a medvěd (v ruském originále Маша и Медведь, Masha i Medved, [ˈmaʂə i mʲɪdˈvʲetʲ] ) je ruský animovaný televizní seriál pro děti. Pojednává o příhodách medvěda Míši, bývalého cirkusového artisty, který se usadí v lese a připravuje se na pohodový život plný ticha a klidu. Dokud se však neseznámí s nezbednou holčičkou jménem Máša, která zde žije se svým prasátkem, kozou a psem. Seriál je připravován za pomoci 3D grafiky. Jeho producenty jsou Andrej Dobruna, Oleg Kuzovkov a Dmitrij Lovejko. Poprvé byl odvysílán 7. ledna 2009 na ruském kanálu Rossija 1. V roce 2012 vyšel první spin-off (nepřímé pokračování) pod názvem Mášiny pohádky (rusky Машины сказки), který se skládá z 26 dílů na motivy ruských národních pohádek. V roce 2014 vyšel druhý spin-off, pod názvem Mášiny strašidelné příběhy (Машкины страшилки). V současnosti (2017) má seriál 64 epizod. Délka většiny z nich se pohybuje kolem 7 minut.
Nápad na projekt se zrodil u animátora Olega Kuzovkova v roce 1996, když odpočíval na pláži na Krymu a zahlédl nezbedné děvčátko, které se podobalo svým chováním Máše.
Obecná myšlenka tématu je založena na stejnojmenné národní ruské pohádce Máša a medvěd. Pro modelaci, rigging (animaci kostry modelu) a animaci se používá program Autodesk Maya. Render se vyrábí ve vlastní render firmě Animakkord. Seriál se vysílá na televizní stanici Rossija 1 v programu Dobrou noc, děti! a na televizní stanici Karusel. Seriál je také vysílán v dalších zemích například ve Velké Británii, Německu, Francii, Itálii, Španělsku, Kanadě, v zemích Latinské Ameriky, v zemích Středního Východu, v České republice a v dalších. Od listopadu roku 2009 se animovaný seriál vydává na DVD a Blu-Ray společnosti „Misterija zvuka“. Vydavateli je od roku 2013 publikován také na portále YouTube.

## Postavy

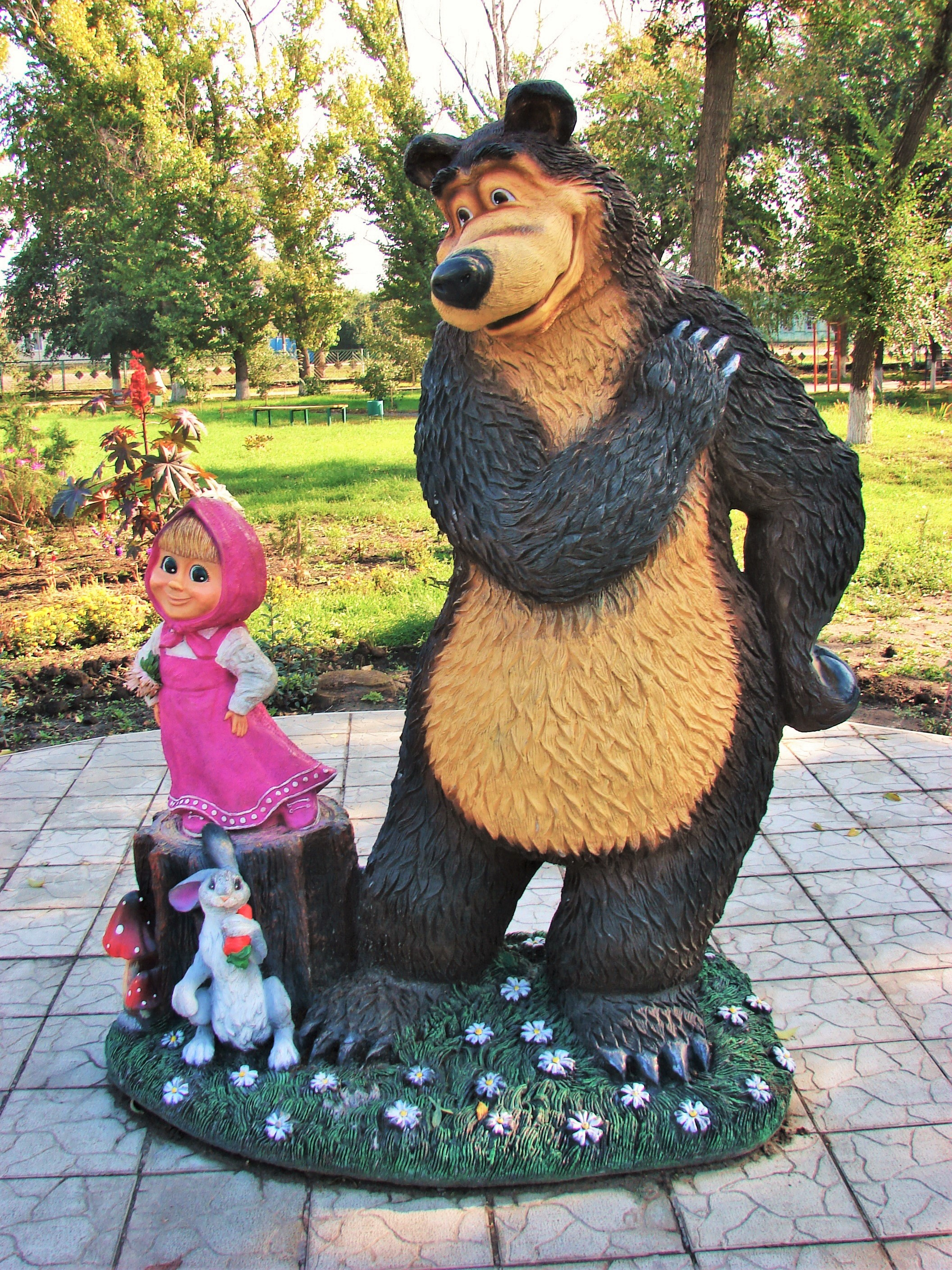
Hlavní postavy a zajíc (Jelaň, Volgogradská oblast)

### Hlavní postavy

#### Máša
Máša je děvčátko s povahou extroverta. Je laskavá, zvědavá, veselá, nezbedná, citlivá a bezprostřední. Miluje lízátka, bonbóny a jiné sladkosti. Hraje si s cenami a poháry medvěda, hraje si s míčem, skáče v kbelíku, sleduje animované filmy, ptá se na různé otázky a vypráví pohádky. Bydlí v domě u železničního přejezdu.

#### Medvěd
Dříve populární cirkusový medvěd, který v lese, kde bydlí, hledá zasloužený odpočinek. Z období cirkusového vystupování má spoustu listin, medailí a ocenění. Opatruje každý pohár a medaili, pravidelně je čistí, aby zářily leskem. Má rád klid, ticho, pohodlí, lovení ryb, med a fotbal. Má své vlastní hospodářství: včelín, květinové záhonky a zahradu. Má mnoho lidských dovedností. Když ho přijde navštívit Máša, stará se o ni jak rodič, ačkoliv trpí jejími stálými lumpárnami. Neumí mluvit lidským jazykem, ale rozumí mu. S Mášou se domlouvá hlavně gesty a doprovází je různými tóny hlasu.

### Vedlejší postavy
- Medvědice bydlí v lese v sousedství. Medvěd se do ní zamiloval, ale ona zřídkakdy opětuje jeho city.
- Zajíc je kamarád Máši a medvěda. Trpí Mášinými lumpárnami. Občas pracuje s medvědem na zahradě, ale častěji odtud krade mrkev.
- Vlci žijí ve staré sanitce. Poskytují v lese první pomoc. Sní o ledničce s jídlem v domě medvěda.[3]
- Veverky žijí na stromech. Odpovídají na Mášiny lumpárny tím, že na ni házejí šišky.
- Ježci se málokdy účastní Mášiných lumpáren. Nemají rádi, když Máša ničí jejich houby a lesní plody.
- Mášina zvířátka, mezi které patří kozel, pes, prasátko, slepice a kohout, kteří žijí na dvoře Mášina domu a všude se před ní schovávají.
- Včely žijí v úlech v medvědově včelíně.
- Panda je adoptivní synovec medvěda, protivník Máši. Vystupuje v dílech: Vzdálený příbuzný, Dobrou chuť, Učitel tance, Drahé vysílání, Nepolapitelní mstitelé a Game over.
- Tygr je starý medvědův kamarád z cirkusu. Vystupuje v dílech: Vousatý a pruhovaný, Tah koněm a Game over.
- Tučňák je adoptovaný syn. Podstrčili mu ho ve vajíčku a později ho Máša s medvědem vychovávali a potom ho poslali domů na Antarktidu letadlem. Vystupuje v dílech: Nalezenec, Sirotek, Když jsou všichni doma a Game over.
- Himálajský medvěd je protivník medvěda v lásce k medvědici. Rázný, fyzicky vyvinutý, skutečný macho. Vystupuje v dílech: Přišlo jaro, Vitamín růstu, Sladký život, Hlas vítězství, Jeskynní medvěd, Nepolapitelní mstitelé a Game over.
- Děda Mráz je malinký stařík, postavou trochu vyšší než Máša. Vystupuje v dílech Raz, dva, tři, sviť stromečku a Sama doma.
- Dáša je sestřenice Máši. Děvčátko s povahou introverta. Je protikladem Máši. Ve vzhledu se od Máši odlišuje pouze barvou vlasů, očí a tím, že nosí brýle. Hraje v dílech: Dvě na jednoho a Na nová setkání.
- Jeskynní medvěd je vzdálený předek medvěda z doby kamenné. Je šedý a chlupatý. Povahu má stejnou jako medvěd (díl: Jeskynní medvěd).
- Jeskynní Máša je zřejmě vzdálený předek Máši. Vzhledem i povahou velmi připomíná Mášu. Přátelí se s Jeskynním medvědem (díl: Jeskynní medvěd).
- Čukotská Máša žije na Severním pólu. Přesná kopie Máši, jen má černé vlasy (díl: Hokus pokus).

## Dabing

### Originální znění
- Alina Kukuškina — Máša, Dáša, Čukotská Máša, Jeskynní Máša
- Boris Kutněvič — Medvěd, Tygr, Himálajský medvěd, Jeskynní medvěd
- Mark Kutněvič — Panda, Zajíc
- Irina Kukuškina — Medvědice
- Eduard Nazarov — Děda Mráz
- Vladimír Drozdov — fotbalový komentátor (díl: Zavolej mi, zavolej)
- Oleg Kuzněcov — moderátor televizního programu o zdraví (díl: Zavolej mi, zavolej)
- Marija Ďomina — televizní hlasatel (díl: poprvé do první třídy)

### České znění
- Lucie Kušnírová — Máša
- Anna Marie Jurková — Dáša
- Marek Holý — další hlasy
- Zbyšek Horák — další hlasy[4]

## Vysílání v Česku
Seriál vysílá Česká televize ve Studiu Kamarád souběžně na kanálech ČT2 a ČT :D.

## Seznam epizod
| Řada | č. | Název                                |
| ---- | -- | ------------------------------------ |
| 1.   | 01 | První setkání                        |
| 1.   | 02 | Do jara přespím                      |
| 1.   | 03 | Raz, dva, tři,.. Jedlička se rozzáří |
| 1.   | 04 | Na rybách                            |
| 1.   | 05 | Přišlo jaro                          |
| 1.   | 06 | Stopy neviditelné bestie             |
| 1.   | 07 | S vlky žít                           |
| 1.   | 08 | Zavolej mi, zavolej!                 |
| 1.   | 09 | Den vaření                           |
| 1.   | 10 | Ve škole                             |
| 1.   | 11 | Ledová revue                         |
| 1.   | 12 | Uzavřené území                       |
| 1.   | 13 | Hra na schovávanou                   |
| 1.   | 14 | Na lyžích                            |
| 1.   | 15 | Buďte zdrávi                         |
| 1.   | 16 | Máša a kaše                          |
| 1.   | 17 | Vzdálený příbuzný                    |
| 1.   | 18 | Velké praní                          |
| 1.   | 19 | Zkouška orchestru                    |
| 1.   | 20 | Vousatý a pruhovaný                  |
| 1.   | 21 | Sama doma                            |
| 1.   | 22 | Škytavka                             |
| 1.   | 23 | Sirotek                              |
| 1.   | 24 | Dobrou chuť                          |
| 1.   | 25 | Hokus pokus                          |
| 1.   | 26 | Pozor, opravuje se!                  |
| 2.   | 27 | Olejomalba                           |
| 2.   | 28 | Tah koněm                            |
| 2.   | 29 | Hit sezóny                           |
| 2.   | 30 | Vitamín růstu                        |
| 2.   | 31 | Když jsou všichni doma               |
| 2.   | 32 | Nová metla                           |
| 2.   | 33 | Sladký život                         |
| 2.   | 34 | Foto 9 z 12                          |
| 2.   | 35 | Těžko být malým                      |
| 2.   | 36 | Komedie chyb                         |
| 2.   | 37 | Velké dobrodružství                  |
| 2.   | 38 | Dnes je všechno naopak               |
| 2.   | 39 | Pohádka na dobrou noc                |
| 2.   | 40 | Krása je strašná síla                |
| 2.   | 41 | Mám to v suchu!                      |
| 2.   | 42 | Den kina                             |
| 2.   | 43 | Hrdinové se nerodí                   |
| 2.   | 44 | Narozeniny                           |
| 2.   | 45 | Detektivka                           |
| 2.   | 46 | Učitel tance                         |
| 2.   | 47 | Hlas vítězství                       |
| 2.   | 48 | Jeskynní medvěd                      |
| 2.   | 49 | Moderní televizor                    |
| 2.   | 50 | Dožínky                              |
| 2.   | 51 | Nepolapitelní mstitelé               |
| 2.   | 52 | Na nové setkání                      |
| 2.   | 53 | Návrat domů                          |
| 2.   | 54 | Na návštěvě v pohádce                |
| 2.   | 55 | Taxislužba                           |
| 2.   | 56 | Strašidlo                            |
| 3.   | 57 | Na výletě                            |
| 3.   | 58 | Kočka a myš                          |
| 3.   | 59 | Game over                            |
| 3.   | 60 | K vašim službám                      |
| 3.   | 61 | S milovaným se neloučí               |
| 3.   | 62 | Spi, moje radost, usni               |
| 3.   | 63 | Překvapení! Překvapení!              |
| 3.   | 64 | Tři mušketýři                        |
|      | 65 | První kontakt                        |
|      | 66 | Klid, klid                           |
|      | 67 | Nejlepší lék                         |

## Spin-offy
Mášiny pohádky – první spin-off animovaného seriálu. V seriálu Máša vypráví svým hračkám panence a medvídkovi pohádky ve své vlastní verzi, nejčastěji jsou to smíchané motivy ze dvou různých pohádek.
Mášiny strašidelné příběhy — druhý spin-off animovaného seriálu. V seriálu Máša vypráví divákům hrozné historky, které jsou ve skutečnosti směšné a poučné.

## Ocenění
- Diplom za Kreativní Humor a přátelskost na 7. Mezinárodním festivalu animovaných filmů Tindirindis 2009 ve městě Vilnius (1. Díl – První setkání, rok 2009 režisér Denis Červjacov)
- Cena mimo soutěž nejlepšímu animovanému filmu na 14. Mezinárodní soutěží filmů pro děti a mládež Schlingel ve městě Chemnitz v Německu (1.díl První setkání, rok 2009, Režisér Denis Červjacov)
- Cena za Nejlepší televizní animovaný seriál na 16. Bradfordském festivale BAF 2009 ve městě Bradford, Velká Británie (1. Díl – První setkání, rok 2009 režisér Denis Červjacov)
- Grand-prix (velkou cenu) a cenu sympatie diváků na festivale NAFF ve městě Neum v Bosně a Hercegovině (1.díl První setkání, rok 2009, režisér Denis Červjacov)
- Cena za nejlepší animaci na festivale kino animovaných filmů ve městě Suzdal v roce 2009 v Rusku (3.díl Raz, dva, tři! Sviť stromečku!, rok 2009, režisér Oleg Užinov)
- Vítězství v nominaci Nejlepší film pro děti na 7. Festivale animovaného umění (rus. Мультивидение) (3.díl Raz, dva, tři! Sviť stromečku!, rok 2009, režisér Oleg Užinov)
- Cena za nejlepší 3D film na festivale NAFF, ve městě Neum v Bosně a Hercegovině (1.díl První setkání, rok 2009, režisér Denis Červjacov) (3.díl Raz, dva, tři! Sviť stromečku!, rok 2009, režisér Oleg Užinov)
- Cena za nejlepší film pro děti na festivale kino animovaných filmů, ve městě Suzdal v roce 2010 v Rusku, (6.díl Stopy ojedinělých zvířat, rok 2010, režisér Oleg Užinov)
- Cena za nominaci Nejlepší animovaný film pro děti na 15. Mezinárodním kino-festivale Zlatá rybka (6.díl Stopy ojedinělých zvířat, rok 2010, režisér Oleg Užinov)
- Cena Kidscreen Awards v nominaci nejlepší animace v kategorii Programy podkategorie Kreativní umění (rok 2015)
- Cena Ikar v nominaci Seriál (rok 2015)

## Počítačové hry
- 19. 1. 2010 vyšla dětská arkáda Máša a medvěd: Honička.
- V prosinci roku 2010 vyšla dětská vzdělávací hra Máša a medvěd: Příprava do školy.
- V roce 2011 vyšla hra Máša a medvěd: Vývojové úkoly pro děti.
- 7. 12. 2012 vyšla hra s názvem Máša a medvěd: Pojďte se kamarádit, která je založená na tématu dílu Přišlo Jaro.
- V červnu v roce 2015 vyšla hra pro mobilní telefony Máša a medvěd: Hra pro děti.
- 1. 9. 2016 vyšla mobilní hra Máša doktor: Zvířecí nemocnice[8].
- 13. 12. 2016 vyšla mobilní hra Máša a medvěd: dinner dash[9].